# Arrondissement de Grätz
L'arrondissement de Grätz, à l'ouest de la province prussienne de Posnanie, existe de 1887 à 1918. L'ancien territoire de l'arrondissement appartient désormais à la voïvodie polonaise de Grande-Pologne.

## Superficie
L'arrondissement de Grätz a une superficie de 429 km².

## Histoire

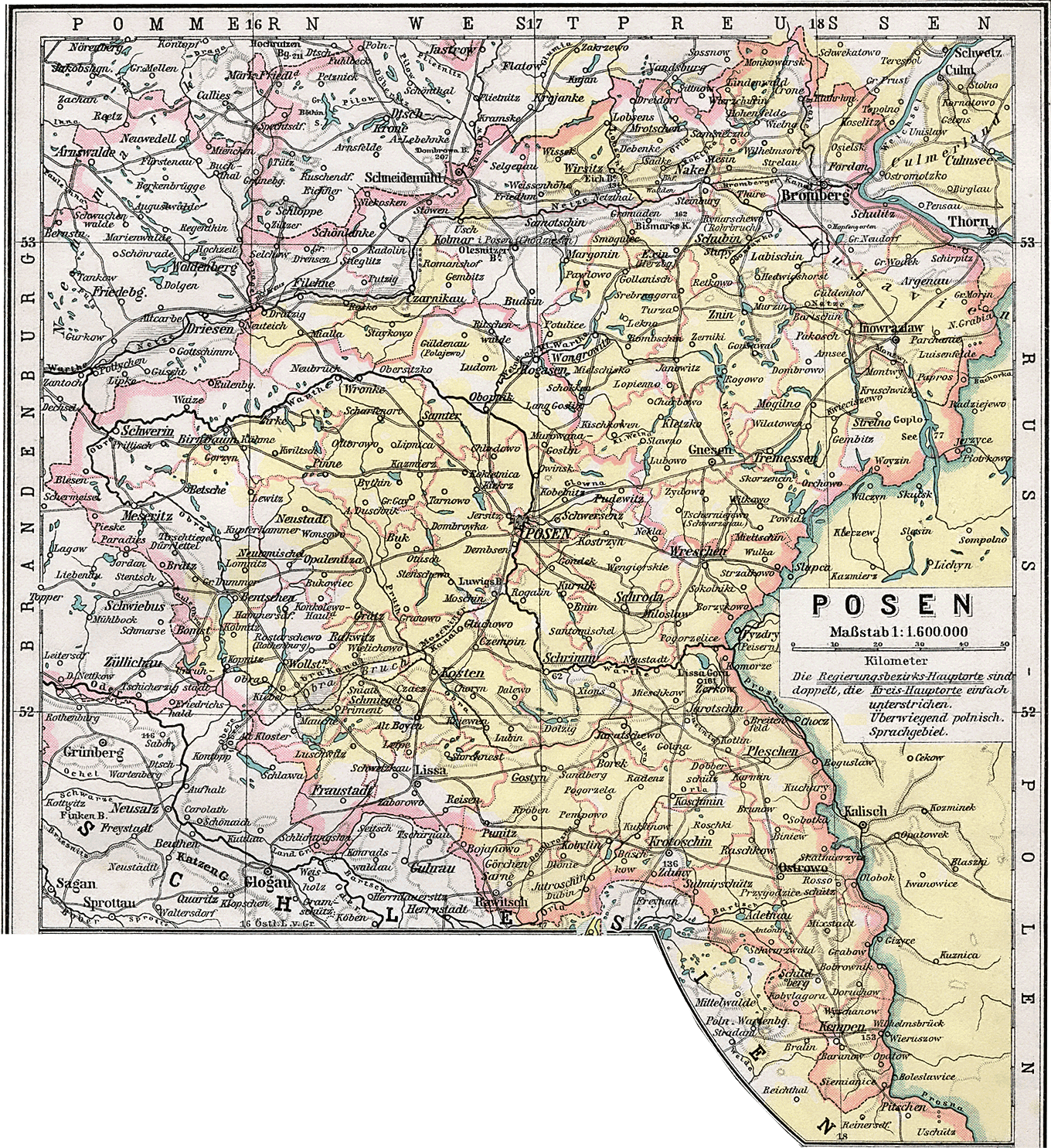
L'arrondissement de Grätz au sud-ouest de Posen et au sud-est de Neutomischel sur une carte de la province de Posnanie de 1905 (les zones marquées en jaune indiquent les zones avec une population majoritairement polonaise à l'époque.)

Après le deuxième partage de la Pologne de 1793 à 1807, la zone autour de la ville polonaise occidentale de Grodzisk Wielkopolski (Grätz) appartient à la province prussienne de Prusse-Méridionale. Après la paix de Tilsit, la région est rattachée au duché de Varsovie en 1807.
La région tombe de nouveau aux mains du Royaume de Prusse après le Congrès de Vienne du 15 mai 1815. Jusqu'au 1er octobre 1887, elle appartient à l'arrondissement de Buk du district de Posen de la province de Posnanie.
Le 1er octobre 1887, la partie orientale de l'arrondissement de Buk devient l'arrondissement de Grätz, tandis que la partie ouest devient l'arrondissement de Neutomischel.
Viennent dans le nouveau arrondissement de Grätz :
- les villes de Grätz, Buk et Opalenitza,
- le district de police de Grätz,
- le district de police de Buk et
- Parties du district de police voisin de Kuschlin (commune de Lenker Hauland ainsi que communes et districts de domaine de Rudnik, Slivno, Trzcionka et Turkowo).

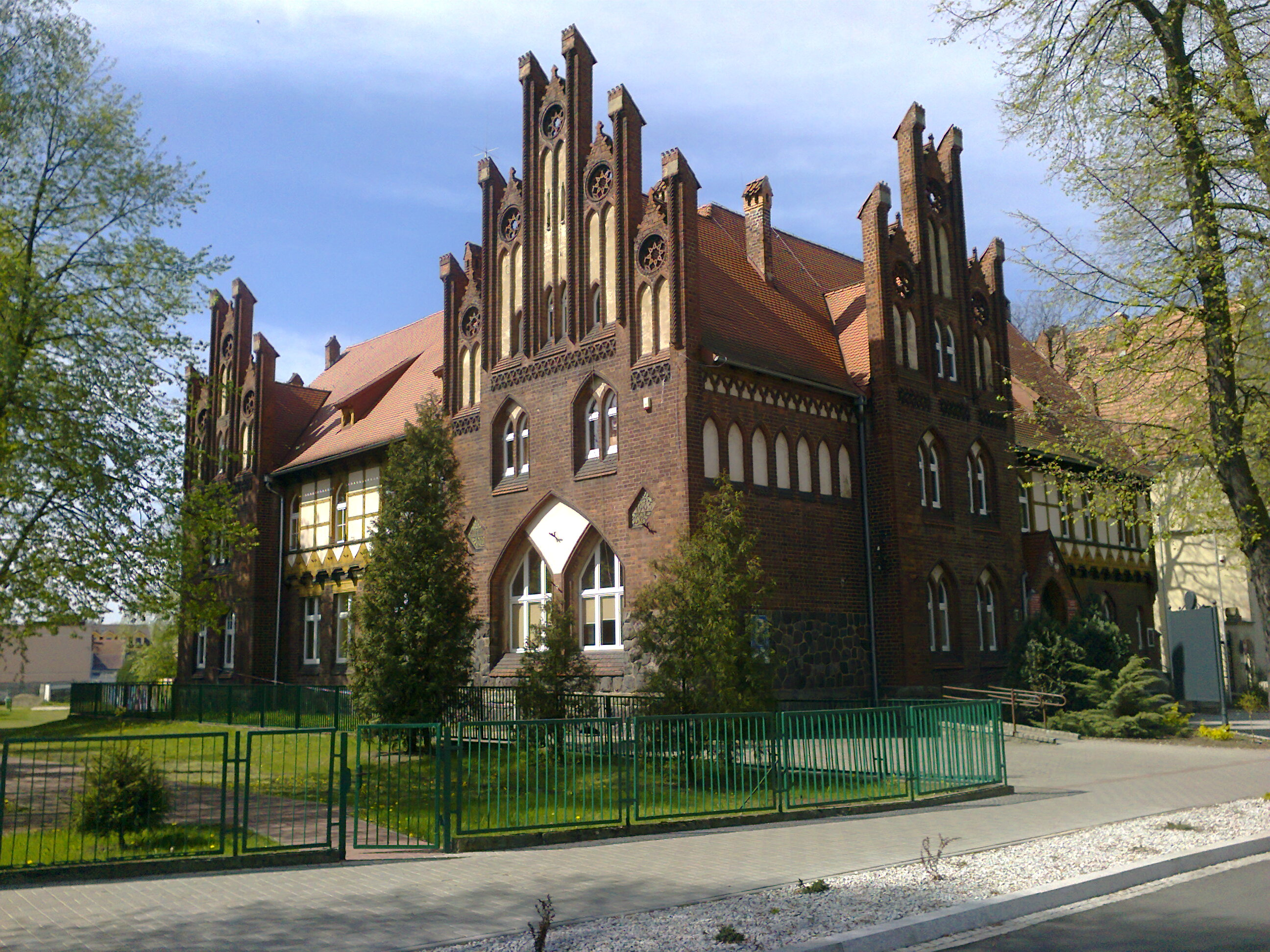
L'ancien bureau d'arrondissement de Grätz

Le chef-lieu de l'arrondissement et siège du bureau de l'arrondissement est Grätz.
Le 27 décembre 1918, le soulèvement de la majorité polonaise contre la domination allemande commence dans la province de Posnanie, et le chef-lieu de l'arrondissement de Grätz est déjà sous contrôle polonais le 29 décembre 1918..
Le 16 février 1919, un armistice met fin aux combats germano-polonais et le 28 juin 1919, le gouvernement allemand cède officiellement l'arrondissement de Grätz à la Pologne nouvellement fondée avec la signature du traité de Versailles. L'arrondissement de Grätz devient le powiat polonais de Grodzisk. Le 1er avril 1932, le powiat de Grodzisk est dissous et réuni avec le powiat de Nowy Tomyśl.

## Évolution de la démographie
| Année | Habitants | Source |
| ----- | --------- | ------ |
| 1890  | 32 707    |        |
| 1895  | 33 650    | [ 8 ]  |
| 1900  | 34 420    | [ 1 ]  |
| 1910  | 36 483    | [ 1 ]  |

En 1890, 82 % des habitants sont polonais et 18 % allemands. La majorité des habitants allemands quittent la région après 1919.

## Politique

### Administrateurs de l'arrondissement
1887–189900Daum
1899–191000Boltze
1910–191700Rudolf von Pommer-Esche (de)
1918–191900von Klitzing

### Élections
L'arrondissement de Grätz, avec les arrondissements de Kosten, Neutomischel et Schmiegel, appartient à la 4e circonscription du district de Posen du Reichstag. La circonscription est remportée par les candidats de la Fraction polonaise aux élections du Reichstag entre 1887 et 1912 :
- 188700Ludwig von Mycielski
- 189000Idzizlaw Czartoryski
- 189300Idzizlaw Czartoryski
- 189800Stephan Cegielski (de)
- 190300Witold von Skarzynski (de)
- 190700Witold von Skarzynski
- 191200Franciszek von Morawski

## Structure administrative
Les trois villes de Grätz, Buk et Opalenitza appartiennent à l'arrondissement de Grätz. Les 52 communes restantes (en 1908) et 26 districts de domaine sont regroupés en districts de police .

## Communes
Au début du XXe siècle, les communes suivantes appartiennent à l'arrondissement :
| - Borzyslaw - Buk, ville - Chrustowo - Dakowy Mokre - Dakowy Suche - Dobiezyn - Dobra - Druzyn - Gnin - Granowo - Grätz, ville - Gromblewo - Großdorf - Januschewice | - Kalwy - Kobylnik - Konkolewo - Kopanke - Kotowo - Kozlowo - Kubaczyn - Kurowo - Lagwy - Lassowko - Lenker Hauland - Niegolewo - Niepruschewo - Opalenitza, ville | - Otusch - Paulsdorf - Ptaszkowo - Rojewo - Rudnik - Schwarzhauland - Sielinko - Sliwno - Slocin - Slocin Hauland - Snowidowo - Strzelce - Strzempin - Szewce | - Terespotocke - Troszczyn - Trzcionka - Turkowo - Ujazdek - Urbanowo - Usciencice - Weißhauland - Wiktorowo - Woynowice - Wysoczka - Zdroj - Zegowo - Zemsko |

La commune de Doctorowo est incorporée à la ville de Grätz le 1er avril 1905.
À quelques exceptions près, les noms de lieux polonais continuent à s'appliquer après 1815 et au début du XXe siècle, plusieurs toponymes sont germanisés. Pendant l'occupation allemande pendant la Seconde Guerre mondiale, toutes les villes portent des noms allemands.